# 을로운수
합자회사 을로운수(合資會社 乙路運輸)는 광주광역시의 시내버스 운송회사이며, 1954년에 삼양시내버스 합자회사(三陽市內― 合資會社)로 설립되었다. 본사는 광주광역시 남구 송암로24번나길 12 (송하동)에 위치해 있고, 계열사는 같은 광주광역시의 시내버스 회사인 현대교통, 삼아교통, 전라남도 순천시 시내버스 회사인 순천교통이 있다. 현재 직행좌석 1개, 급행간선 1개, 간선노선 5개, 지선노선 13개의 노선을 운영하고 있으며 현재 운행대수는 136대로 운행하고 있다. 2013년 이후부터 차고지 용량 포화상태에 이른 상황에서 효천역 주차장에 중형버스를 위한 전용 차고지까지 조성되었다고 한다. 하지만 2021년 9월 이후로 평동산단(광산구 연산동 1300번지)으로 옮겼다고 한다.

## 연혁
- 1954년: 사업면허 인가(삼양시내버스 설립)
- 1960년: 교통부 654고시에 의해 광주시내버스와 각각 5대씩 10대의 합병 인가, 주사무소를 광주시 임동 45-1번지에서 운영
- 1977년: 주 사무실을 주월동으로 이전
- 1979년: 2급 자동차 자가정비 공장 인가
- 1983년: 송하동 송암공단 3천평 부지 매입
- 1988년: 1급 자동차 정비 공장 허가
- 1990년: 차고지 인가 (회사 부근에 있는 산 매입, 제2차고지 2,500평 공사완료)
- 2004년: 차량 201대 중 60대를 매각해 대원시내버스 회사가 설립
- 2006년: 광주광역시 시내버스 준공영제 실시(급행1, 간선5, 지선9)
- 2009년: 을로운수로 사명 변경(순천교통에서 인수)[1]
- 2012년: 경영난에 빠진 현대교통을 인수해 자회사 편입[2]
- 2014년: 계열사인 현대교통에서 삼아교통을 인수해 자회사로 편입

## 현황
2016년 5월 기준이다.
| 운행업체 | 면허 대수 | 면허 대수 | 면허 대수  | 면허 대수 | 주소                   | 면허 일자       |
| -------- | --------- | --------- | ---------- | --------- | ---------------------- | --------------- |
| 운행업체 | 대수 합계 | 시내버스  | 농어촌버스 | 시외버스  | 주소                   | 면허 일자       |
| 을로운수 | 173       | 173       | -          | -         | 남구 송암로24번나길 12 | 1954년 9월 23일 |

## 운행 노선
- ● 좌석02번: 무등산국립공원(증심사) ~ 한국에너지공과대학본관(대진운수 ·  대창운수 ·  동화운수 ·  라정시내버스 ·  삼아교통 ·  세영운수 ·  삼원운수 · 대원시내 ·  현대교통와 공동운행)
- ● 수완03번: 송원대 ~ 대창운수(광주종합버스터미널 경유)(대원시내버스 ·  대진운수 ·  대창운수 ·  동화운수 ·  세영운수 ·  삼원운수와 공동운행)
- ● 매월06번: 장등동(대창운수) ~ 매월동
- ● 진월17번: 장등동(대창운수) ~ 서광주역(백운광장 경유)
- ● 매월26번: 매월동 ~ 용전 (광주교도소 경유)
- ● 일곡28번: 매월동 ~ 살레시오고등학교(세영운수, 라정시내와 공동운행)
- ● 송암31번: 송암공단(세영운수) ~ 천교
- ● 송암47번: 장등동(대창운수) ~ 시립제2요양병원( 광주종합버스터미널 경유)
- ● 금남55번: 장등동(대창운수) ~ 시립제2요양병원(문화전당역 경유)
- ● 지원56번: 월남동 ~ 광주역(동화운수, 삼아교통과 공동운행)
- ● 매월61번: 칠석(세하동) ~ 조선대학교
- ● 송암68번: 송암공단(세영운수) ~ KTX스포츠파크(대창운수 · 현대교통 · 대원시내와 공동 운행)
- ● 대촌70번: 승촌 ~ 롯데백화점
- ● 대촌71번: 구소 ~ 양동시장역(천변)
- ● 송암74번: 장등동(대창운수) ~ 송암공단(세영운수)
- ● 진월75번: 송암공단(세영운수) ~ 도산동
- ● 봉선76번: 무등산국립공원(증심사) ~ 도동
- ● 진월77번: 세하동 ~ 노대
- ● 진월79번: 도동 ~ 천교
- ● 송정93번: 도산동 ~ 연산동(라정시내와공동운행)
- ● 지원152번: 도웅리(화순능주) ~ 전대치과병원(세영운수와 공동운행)
- ● 대촌170번: 도래 ~ 롯데백화점

## 보유 차량
자일대우버스
- 자일대우 NEW BS090

현대자동차
- 현대 그린시티
- 현대 뉴 카운티
- 현대 카운티 뉴 브리즈
- 현대 뉴 슈퍼 에어로시티
- 현대 저상 뉴 슈퍼 에어로시티
- 현대 유니시티
- 현대 블루시티
- 현대 일렉시티
- 현대 뉴 프리미엄 유니버스 엘레강스

#### KGM커머셜
- KGM 스마트 110

MAN
- MAN 라이온스 시티